# Оссі (провінція Сассарі)
Оссі (італ. Ossi, сард. Ossi) — муніципалітет в Італії, у регіоні Сардинія,  провінція Сассарі.
Оссі розташоване на відстані близько 360 км на захід від Рима, 170 км на північ від Кальярі, 6 км на південний схід від Сассарі.
Населення — 5859 осіб (2014).

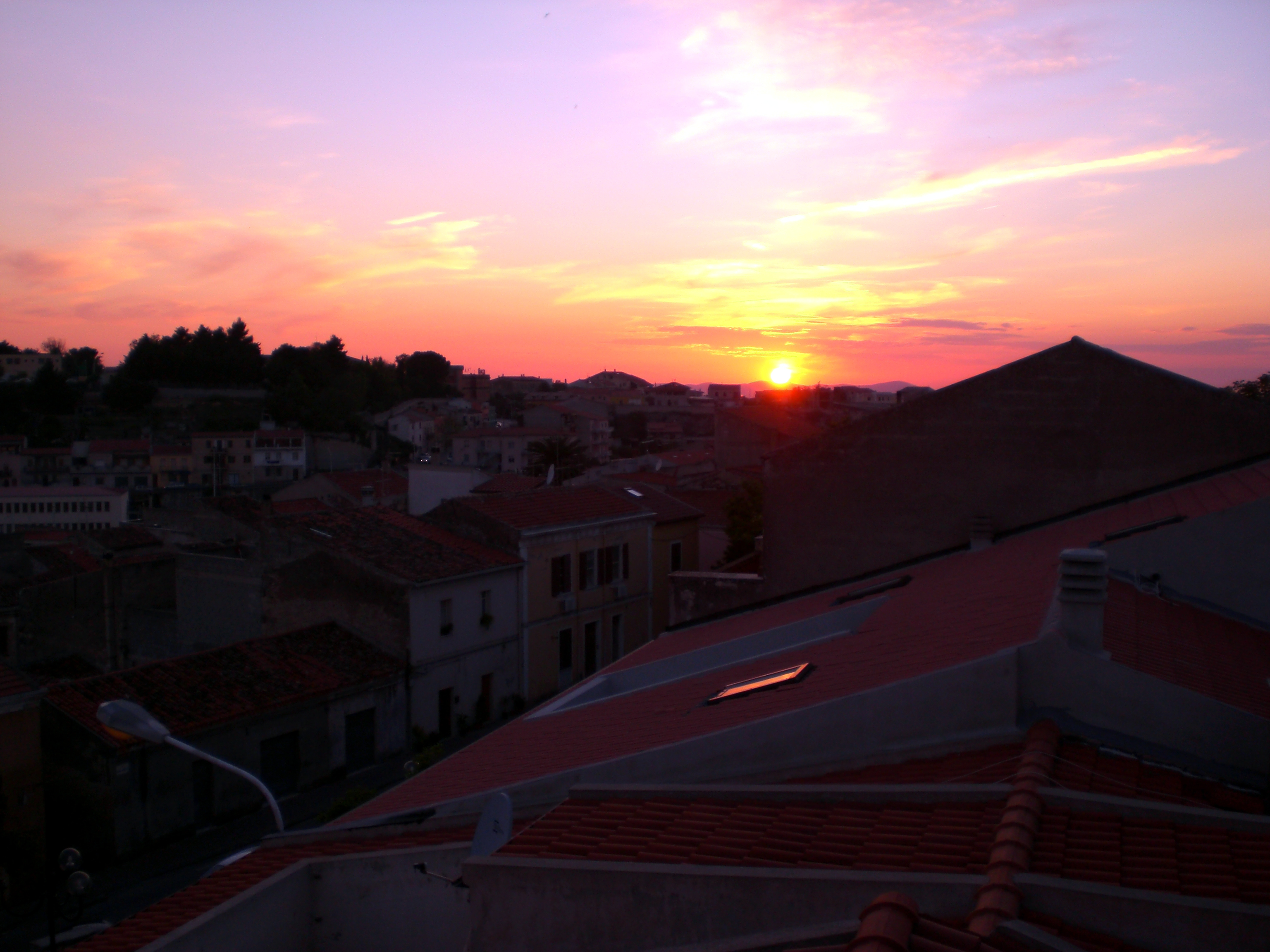

Щорічний фестиваль відбувається 24 серпня. Покровитель — святий Варфоломій apostolo.

## Демографія
Населення за роками:

Станом на 1 січня 2023 року в муніципалітеті офіційно проживали 43 іноземці з 14 країн, серед них 25 громадян країн Євросоюзу та 5 громадян України.

## Сусідні муніципалітети
- Карджеге
- Флоринас
- Іттірі
- Мурос
- Сассарі
- Тіссі
- Узіні